# Plánovaná ekonomika
Plánovaná ekonomika (také centrálně plánované hospodářství, direktivní nebo příkazová ekonomika) je ekonomický systém, v němž státní plánovací orgány výrobcům závazně předem stanoví, co, kolik, pro koho a za jakou cenu bude kdo vyrábět. Souhrn těchto rozhodnutí tvoří centrální státní plán, obvykle na určité období (Dvouletý plán, Pětiletý plán atd.) Za splnění tohoto úkolu odpovídá ředitel příslušného podniku, který obvykle nesmí vyrábět nic jiného. Potřebné stroje a materiál mu k tomu dodají jiné podniky, rovněž na základě svých plánů. V plně rozvinuté plánované ekonomice stanoví státní orgány také povolený počet pracovníků v různých pozicích, kvalifikované pracovníky (např. absolventy škol) mu jmenovitě přidělí některý pracovní úřad. Administrativní náročnost i nepružnost centrálního plánování, nedostatečná kvalifikace i motivace plánovačů a velký prostor pro korupci se řada států snaží omezit zavedením smíšené ekonomiky, která nejčastěji plánuje jen celkové výkony v penězích a detailnější rozhodování svěřuje místním manažerům a volnému trhu.

## Princip a původ
Plánovaná ekonomika se neřídí poptávkou zákazníků a nevede k optimalizaci zisku výrobců a distributorů, jako je tomu u tržní ekonomiky, nýbrž řídí se záměry a rozhodnutími státních orgánů, které sledují jiné cíle. Moderní plánovaná ekonomika se vyvinula počátkem 20. století pro potřeby válečného hospodářství. V technických válkách 20. století prudce vzrostl význam složitých zbraňových systémů a armáda potřebovala vyhradit značnou část průmyslu pro své potřeby. Ústřední orgány státu a armády se např. každoročně dohodly o objemech, termínech a cenách vojenské výroby a jen zbylá volná kapacita se mohla využít pro civilní výrobu. Válečné hospodářství tedy nesleduje co největší zisk výrobce, nýbrž požadavky armády s cílem válku vyhrát. Poptávka civilních zákazníků se může uspokojovat až ve druhém nebo dalším pořadí a v plně rozvinuté plánované ekonomice je rovněž plánována jako příděl na každou osobu a omezována např. potravinovými lístky, lístky na oděvy, mýdlo, obuv, otopové palivo aj. V mírových poměrech je centrálně plánovaná ekonomika na jedné straně velmi složitá vzhledem k pestrosti potřeb obyvatel, na druhé straně nepružná, protože nedává ředitelům a manažerům nižších úrovní téměř žádný prostor pro rozhodování, které místo nich vykonávají úředníci. Protože manažery málo motivuje, je také málo efektivní.

## Nástroje
Jako hlavní plánovací nástroj sloužily Pětileté plány jak v Sovětském svazu, tak i v dalších socialistických zemích, tam zpravidla podle sovětského vzoru. Členové Rady pro vzájemnou hospodářskou pomoc (RVHP) se také pokoušeli o společné plánované činnosti na základě přijatého dlouhodobého komplexního programu socialistické hospodářské integrace. Nastavené podmínky však neumožnily ani elementární pokrok v tomto směru.

## Předpokládané výhody
Teoreticky by plánovaná ekonomika mohla omezit nezaměstnanost, nepředvídané výkyvy trhu, duplicitu investic a ekonomické ztráty, způsobené jejich malým využitím. U rozvinutějších ekonomik může stát omezovat spotřebu občanů ve prospěch větších kapitálových investic do odvětví, která považují plánovači za důležitá. To by ovšem předpokládalo například dokonalou znalost struktury hospodářství, neměnnost poptávky i technologií a poctivost všech zúčastněných, což se prakticky nedá dosáhnout.  

## Názory ekonomů
Kritici plánované ekonomiky upozornili na její vážné nevýhody. Úředníci nemohou s dostatečnou přesností rozpoznat preference spotřebitelů, přebytky a nedostatky, a nejsou dostatečně motivováni, takže nemohou efektivně řídit výrobu. Tyto problémy byly také rozpracovány ekonomy jako byli Rakušané Ludwig von Mises a Friedrich August von Hayek, kteří poukazovali na odlišné aspekty problému. Ludwig von Mises kladl důraz na teoretické základy tržního hospodářství, zejména zpětnou vazbu, pro efektivní hospodaření. Argumentoval, že jediný způsob jak uspokojit jedince jimž se neustále mění hierarchie potřeb, je umožnit těm, kteří mají o jejich potřebách přehled, aby měli možnost využívat své zdroje na konkurenčním trhu. Tento fenomén Hayek nazýval katalaxie čili spontánní řád.

## Plánovaná ekonomika v SSSR
V nedostatečně rozvinuté ekonomice je spotřeba občanů malá a její omezování je problematické. V Sovětském svazu během třicátých let vybudovali těžký průmysl jenž si vyžádal velké investice. Snižování spotřeby pracovníků těžkého průmyslu, případně jeho budovatelů nepřipadalo v úvahu. Výstavba byla financována zahraničním prodejem obilí, které bylo násilím odebráno zemědělcům. Výsledkem byl rychlý růst těžkého průmyslu při současném drastickém snížení spotřeby zemědělců, což způsobilo řadu hladomorů.
Pětileté plány rozvoje národního hospodářství SSSR byly používány jako nástroj rychlého ekonomického rozvoje SSSR od roku 1928. Plány sestavoval centrálně v celostátním měřítku speciálně vytvořený státní orgán pod vedením Komunistické strany Sovětského svazu. V období vlády J. V. Stalina, byly nastaveny následující priority:
1. investice před spotřebou, průmysl před zemědělstvím, materiálová výroba před službami
2. výroba výrobních prostředků před výrobou spotřebního zboží
3. vojenské produkty před civilními
4. domácí zboží před dovozem

Klíčová priorita investic nad spotřebou v pozdních dvacátých letech 20. století byla teoreticky zdůvodněna v matematickém modelu ekonomického růstu G. A. Feldmanem. V zemích SSSR a východní Evropy ve srovnání se zeměmi s tržním hospodářstvím na srovnatelné úrovni rozvoje, byly vyrobeny těžší průmyslové a vojenské produkty, méně služeb, podíl investic na HDP byl vyšší, míra zahraničního obchodu a úroveň urbanizace byly nižší.
Vedle teoretických postojů byla praxe centralizovaného plánování ovlivněna zainteresovanými sociálními silami a lobbováním za zájmy průmyslu, což vedlo k nápravě hlavního trendu, kdy po určitou dobu převládaly otázky spotřeby. Údaje ze sovětských archivů, které byly otevřeny v devadesátých letech, naznačují, že skutečné rozdělení zdrojů neodpovídalo základním deklarovaným principům. Obecné pokyny schválené vrcholným politickým vedením nebyly spojeny s operačními plány podniků a podniky nedostávaly zdroje a prostředky v potřebné výši. Plány byly založeny na základě domněnek, intuice, namísto přesných výpočtů a vertikální podřízenosti. Na všech úrovních sovětské ekonomiky probíhalo administrativní vyjednávání, v němž se podřízení snažili o snížení požadavků výměnou za úplatky a benefity pro nadřízené.

## Plánovaná ekonomika v Československu

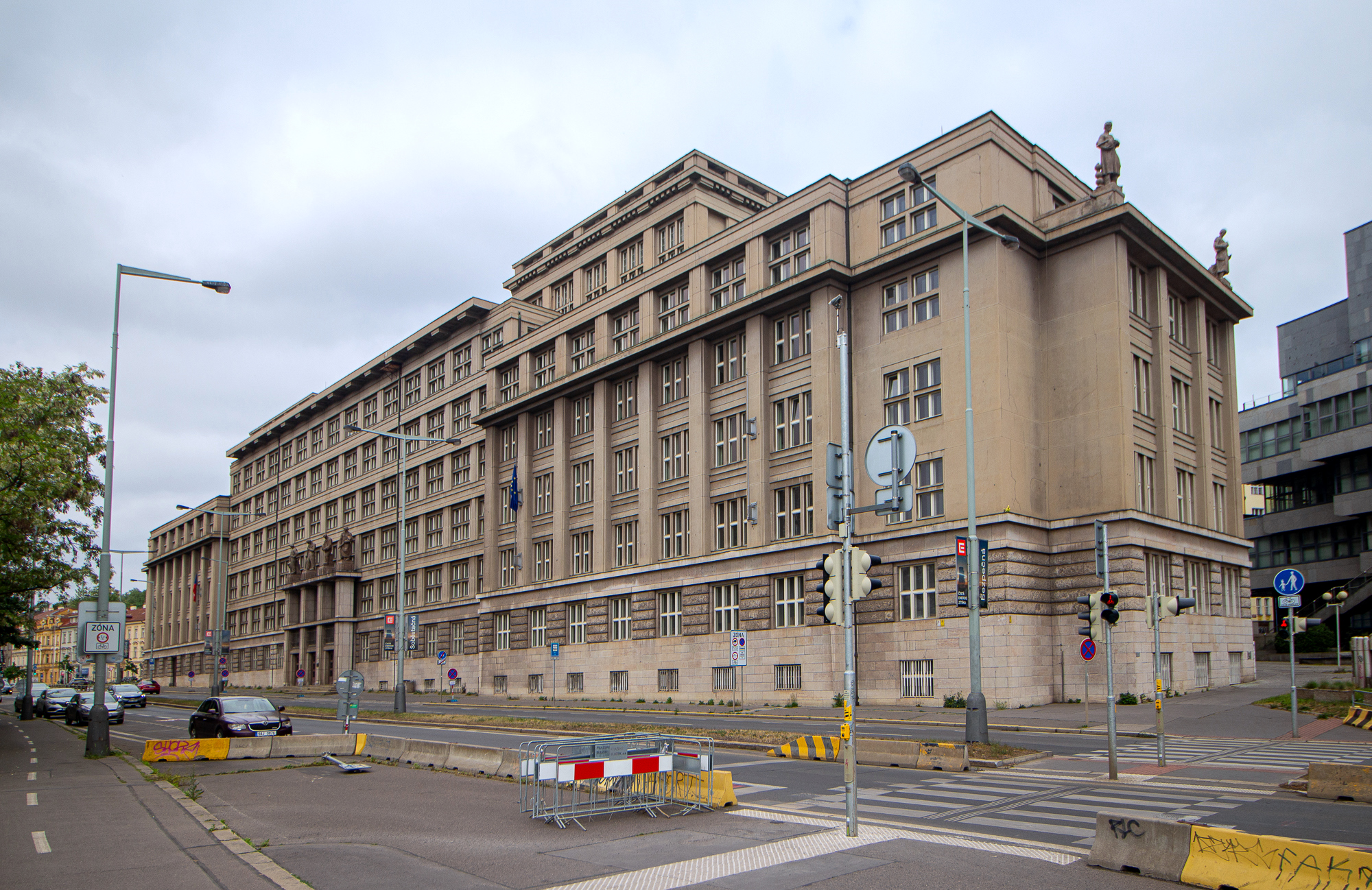
Budova někdejší Státní plánovací komise v pražských Holešovicích

V poválečném Československu bylo zavedení plánované ekonomiky připraveno už před válkou vysokou koncentrací hospodářství a po roce 1939 centrálně řízeným válečným hospodářstvím, podřízeným cílům nacistické říše. Po válce je podpořilo rozsáhlé znárodnění a vznik Národohospodářské komise KSČ s rozsáhlou kompetencí. Dlouhodobé národohospodářské plány navrhoval v letech 1945–1959 Státní úřad plánovací, od roku 1959 přejala jeho úlohu Státní plánovací komise. Pod tlakem hospodářských potíží se však musela víc a víc zabývat ad hoc operativními zákroky, které potíže jen prohlubovaly. Komise existovala až do roku 1990, kdy ji její poslední předseda Vladimír Dlouhý zrušil a rozpustil.
Plánovaná ekonomika opakovaně působila nedostatek hygienických potřeb pro obyvatele. Už v roce 1967 nesli studenti v průvodu heslo „Chceš-li býti správným Čechem, utírej si p*del mechem!“. Na počátku roku 1988 sice vyhořely Harmanecké papírny na Slovensku, nicméně stát nedokázal včas zareagovat a situace eskalovala v třítýdenní nedostatek toaletního papíru, ač média tvrdila, že plán se plní i s mírným nadbytkem. Tato krize byla částečně zažehnána nákupem hygienických potřeb v hodnotě 12 milionů Kčs ze států SSSR. Z pozornosti veřejnosti byl tento problém vytěsněn nedostatkem dalšího spotřebního zboží, jako například zdravotnického materiálu nebo žárovek.

## Chile
Ve své knize K novému socialismu (1993) počítačový vědec Paul Cockshott z univerzity v Glasgow a ekonom Allin Cottrell z univerzity Wake Forest tvrdí, že demokraticky plánovaná ekonomika v Chile je postavena na moderní počítačové technologii, a že je mnohem stabilnější než ekonomiky volného trhu.
V roce 1971, kdy byl rozvoj počítačové techniky stále v prvotní fázi, zahájila socialistická administrativa v Chile projekt Cybersyn. Nainstalovali tak do každé firmy počítač, který zajišťoval sdílení ekonomických dat mezi firmou a vládou. Data také byla předávána do počítačového modelu, aby nastínil budoucí vývoj ekonomiky. Důležitou součástí bylo také sledování ekonomiky v reálném čase, takže plánovači nerozhodovali po slepu. Po nastolení diktatury v Chile však byl tento projekt zrušen.  

## Irák
Do padesátých let 20. století stála ekonomika Iráku na zemědělství, poté ale nastala ropná revoluce a do roku 1980 Irák vyvinul systém plánované ekonomiky. Irácké hospodářství poškodila nejdříve irácko-íránská válka a mnohem více pak válka v Zálivu a embargo uvalené OSN v roce 1990. Další ránou pro hospodářství byla válka v Iráku, jež začala v roce 2003. Irák se od ustanovení nového režimu v roce 2003 snaží podporovat hospodářskou soutěž, lákat zahraniční investory a liberalizovat ekonomiku, ta je zatím ale ve velké míře stále v rukou státu.

## Čínská lidová republika
Maoistická Čína byla chudým státem s centrálně plánovanou ekonomikou. Teprve v roce 1978 došlo k uvolnění poměrů a poté k ekonomickému růstu.

## Kuba
V říjnu 2010 na Kubě začal rozsáhlý reformní program, který předpokládal obrat k soukromému podnikání a zanechání úplného centralizovaného plánování. 

## Severní Korea
Severní Korea dosud praktikuje systém plánovaného hospodářství. Severokorejský hladomor v 90. letech 20. století nicméně vedl k rozsáhlým ekonomickým změnám. Když systém zkolaboval, lidé byli nuceni postarat se o sebe a vznikl nelegální černý trh, který systém dosud toleruje. Někteří experti to popisují jako "kapitalismus zezdola" a "přirozenou smrt severokorejského stalinismu."